# Klavdij Sluban
Klavdij Sluban, né à Paris, le 3 mars 1963, est un photographe franco-slovène.

## Biographie
Né à Paris le 3 mars 1963, il passe son enfance, jusqu'à l'âge de sept ans et demi, dans le village de Livold en Slovénie. 
En France, il poursuit des études secondaires et supérieures. Il obtient en 1986 une maîtrise de littérature anglo-américaine dont le sujet est L'adolescent dans la littérature anglo-américaine. À la même période il dispose d'une bourse de l'Agrégation qu'il utilisera pour un voyage d'une année en Italie.
Très tôt, vers l'âge de quatorze ans, il se passionne pour la photographie qu'il apprend en autodidacte, puis il effectue un stage de tirage noir et blanc dans l'atelier de Georges Fèvre. 
Après cela, il voyage un temps avant de revenir à Paris. À cette époque, il est également traducteur de poésie slovène. Finalement, il part s'installer avec femme et enfant dans la campagne slovène avant de bientôt devoir reprendre la route à la suite du déclenchement de la guerre en Yougoslavie et la sécession de la Slovénie. 
C'est à son retour en France qu'il décide de se consacrer entièrement à la photographie, qu'il pratique essentiellement en noir et blanc.
Pour chercher à comprendre ce qui se passe dans son pays d'origine, la Yougoslavie, il repart vers les zones de combat et se retrouve sur les principaux fronts de la guerre dont Vukovar, Dubrovnik et Osijek. De ce qu'il a vu, il ne prend aucun cliché et avoue : « Je voulais comprendre, mais je n'ai pas compris, pourquoi un homme saisit un fusil et court tuer son voisin. Parce que c'était ça la guerre en Yougoslavie, qui a été déclarée un beau jour, par une belle matinée ensoleillée. Voilà, je n'étais pas reporter de guerre. Il y avait certaines photographies que je pouvais faire, et d'autres que je ne pouvais pas. »
Photographe itinérant et indépendant (il ne fait partie d'aucune agence) avec son sac à dos, avançant sans contrainte ni buts prédéfinis, avec seulement son Leica en bandoulière et presque pas de confort, il voyage seul à pied, en train, bus, bateau… Ne cherchant jamais le scoop ni l'extravagance, il laisse venir l'instant sans le provoquer.
Ses cycles de travail s'étalent sur plusieurs années et plusieurs pays ou régions, comme les Balkans (partageant une partie de son voyage avec l'écrivain français François Maspero, ils publieront conjointement un livre, Balkans-Transit, avec le texte de l'écrivain et une sélection de photographies de Sluban qui obtient le prix RFI-Témoins du monde 1997), les bords de la mer Noire, l'ex-Union soviétique, autour aussi de la mer Baltique puis les îles Caraïbes (Cuba, République dominicaine, Haïti), Jérusalem, l'Amérique latine, l'Asie (Chine, Japon) et l'Indonésie.
En 1995, après un an de négociations avec l'administration, il entreprend d'animer un atelier photographique au CJD (Centre pour jeunes détenus) de la maison d'arrêt de Fleury-Mérogis. Par le biais de la technique et du savoir qu'il transmet aux adolescents emprisonnés, il leur offre un espace de liberté dans cet espace clos qu'est la prison.
Devant la qualité du travail des participants, il décide d'exposer leurs travaux à l'intérieur de la prison. Il invite Henri Cartier-Bresson, qui viendra encourager les apprentis-photographes au cours de plusieurs rencontres étalées sur une année, essentiellement durant l'été et les vacances scolaires, sur une durée de sept ans, de 1995 à 2001. Ainsi, au fil du temps, l'atelier s'étoffera avec la venue d'autres photographes tels Marc Riboud et William Klein.
La réussite de cet atelier l'incite à poursuivre son projet et, en 1998, il en crée de même avec des jeunes détenus de centres de détention en ex-Union soviétique (Russie, Ukraine, Géorgie, Moldavie, Lettonie). Puis en 2000 trois autres voient le jour, dont un dans l'unique prison pour jeunes détenus de Slovénie à Celje, ainsi qu'à Krusevac et Valjevo en Serbie.
En 2001, l'administration pénitentiaire française lui notifie qu'il doit cesser son travail à Fleury-Mérogis. Son atelier s'achève donc ainsi, pour la France seulement.
Parallèlement à cela, il présente Paradise Lost, travail sur les îles Caraïbes et Jérusalem(s) en faveur d'une association française engagée pour la paix.
En 2004, il expose un diaporama sur une communauté de Roms sédentarisés de la ville de Saint-Étienne, dans le cadre du Festival Transurbaines de la ville.
En 2006, il participe au festival Le Printemps Français en Indonésie où il expose sa nouvelle série Après l'obscurité… habis gelap et anime un atelier aux Rencontres d'Arles. D'octobre à novembre, la ville de Rennes expose sur la place de l'hôtel de ville un ensemble de quarante photographies grand format intitulé D'ailleurs… La même année, poursuivant sa démarche dans les prisons pour jeunes détenus, il crée des ateliers à la St Patrick's Institution de Dublin en Irlande.
À partir de 2007 et toujours sur la même thématique, il travaille cette fois avec les maras, gangs d'adolescents d'Amérique centrale. Il installe ses ateliers au sein des prisons de la Zona 18 et de Chimaltenango au Guatemala ainsi qu’à celles de Izalco et Tonacatepeque au Salvador.
À l'occasion d'une exposition à la galerie Le Bleu du ciel dans le cadre du festival « Lyon Septembre de la Photographie 2008 », il présente un travail réalisé avec son fils Marko en numérique et en couleur : Retour-aller.
Le titre de Citoyen d’Honneur lui est attribué par la ville de Lannion en Bretagne.
L'European Publishers Award for Photography (EPAP) lui est décerné en 2009. Ce prix récompense le travail réalisé autour du cycle Transsibériades. Ce projet au long cours s'étalant sur la période de 2001 à 2008 couvre un vaste espace que le photographe a parcouru à bords du Transsibérien, du Transtibétain et du Transmongol. Le prix comprend la publication à l’échelle européenne (France, Angleterre, Allemagne, Italie, Espagne et Grèce) de l’ouvrage Transsiberiades préfacé par l’écrivain italien Erri De Luca où l’on retrouve les images réalisées en Russie, Chine, Estonie, Lettonie, Suède, Finlande, Sibérie et Mongolie ainsi que le long de la mer Baltique.
En 2011, Klavdij Sluban est sélectionné pour participer au premier Atelier des ailleurs institué par l’administration des Terres australes et antarctiques françaises (TAAF) et la Direction des affaires culturelles de l'océan Indien (Dac-oI). Cette résidence propose un séjour d’une durée de trois mois sur la base scientifique de Port-aux-Français dans l’archipel inhabité des Kerguelen simultanément avec des scientifiques et logisticiens en mission.
Le départ, depuis La Réunion, est fixé fin décembre 2011 pour un retour prévu fin avril 2012. À l’issue de cette expérience des expositions sont organisées, notamment durant Les Rencontres d’Arles 2012.
Un timbre postal a été édité à l’initiative de l’administration des TAAF, utilisant une photographie de K.Sluban.
Dans le cadre des Rencontres d'Arles 2013, Klavdij Sluban présente une exposition autour de Hauteville House, la maison de l'écrivain Victor Hugo à Guernesey.

## Travaux principaux
- Balkans-Transit (1992-1996)
- Entre parenthèses : adolescents en prison (commencé en 1995, toujours en cours)
- Tokyo Today (avec Robert Delpire, 1997)
- Autour de la mer Noire - voyages d'hiver (1997-2000)
- Paradise Lost (2000-2002)
- Autres rivages-la mer Baltique (2001-2005)
- Jérusalem(s) (2002)
- Centro America : d'une Amérique l'autre
- Transsibériades

## Expositions principales
- 1994 :
- D'Est en Ouest, Centre national d'art et de culture Georges-Pompidou, Paris, France
- 1995 :
- 5e Biennale Internationale de la Photographie, Turin, Italie
- 1995-1996 :
- Balkans-Transit, présentation avec le soutien des Centres et Instituts Culturels Français des pays concernés
- 1997 :
- Rencontres Internationales de la Photographie d'Arles, France
- 1998 :
- Klavdij Sluban et les jeunes détenus de Fleury-Mérogis : les lieux d'un piège, MEP, Milan, Italie
- 1998-2000 :
- Autour de la mer Noire, présentation avec le soutien des Centres et Instituts Culturels Français des pays concernés
- 1999 :
- Institut du Monde Arabe, exposition collective sur l'olivier
- 2000 :
- Galerie Photo-Fnac, lauréat du prix Niépce
- 2001 :
- Centre méditerranéen de la Photographie, Bastia, Corse
- 2002 :
- Paradise Lost, Galerie du Château d'Eau, Toulouse, France
- 2004 :
- Millenium Museum for Art, Pékin, Chine
- 2005 :
- Musée de la photographie, Helsinki, Finlande
- Musée national d'Estonie
- Les Rencontres Internationales de la Photographie de Canton 2005, Guangzhou, Chine
- Festival de photographie d'Amérique Centrale, San Jose, Costa Rica
- 5e Biennale photographique, Bonifacio, Corse
- Palais Kutcherfeld, Mois de la Photographie, Bratislava, Slovaquie
- 2006 :
- Harvard University, États-Unis
- National Gallery, Jakarta, Indonésie
- Musée des Beaux-Arts de Canton, Chine
- Musée des Beaux-Arts, Shanghai, Chine
- Musée d’Art Moderne, Guatemala City, Guatemala
- Musée National, Cracovie, Pologne
- D'ailleurs…, Rennes, France
- 2007 :
- Aura gallery, Shanghai, Chine
- Adolescents en prisons, Musée des Beaux-arts, Caen, France
- Centre d’art de Bolzano, Italie
- Sirius Arts Centre, Irlande
- Fotografia Europea, Festival de photographie de Reggio d'Émilie, Chiostri di San Domenico, Italie, commande sur Berlin
- L'humain dans les collections du centre méditerranéen de la photographie, Centre Culturel Una Volta, Bastia, Corse
- 2008 :
- Plazza 66 gallery/Life Magazine, Shanghai, Chine
- Klavdij Sluban Photographie, Festival Rio Loco, Espace Saint-Cyprien, Toulouse, France
- Beau Geste Gallery, Shangai, Chine
- Retour-aller, Lyon Septembre de la Photographie 2008, Galerie Le Bleu du Ciel, Lyon, France
- Saison Européenne au Parvis, Galerie de photographie, Tarbes, France
- Autres rivages-la mer Baltique, Hôtel de Sauroy, Mois de la Photo Paris 2008, Paris, France
- photokina, Cologne, Allemagne
- 2009 :
- Des Balkans à la Baltique, l'autre Europe, L'Imagerie de Lannion, France
- PhotoBeijing 2009, Agricultural Exhibition Centre of China, Pekin, Chine avec Marc Riboud et Wu Jialin
- Paris-Pekin, Galerie Lipao-Huang, Paris, France avec Marc Riboud, Véronique Guerrieri, Alexandre Raykoff et Patrick Robert
- Transsibériades, Galerie Taiss, Paris, France
- 2010 :
- Fantasia Marocaine, Institut français de Marrakech, Maroc
- De Transverses à Transsibériades, 1991-2008, La Base Sous Marine, Festival Itinéraire des Photographes Voyageurs, Bordeaux, France
- Pur-Sang, Rencontres photographiques de Maisons-Laffitte sur le thème de l'hippisme, Maisons-Laffitte, France
- Les Rencontres d'Arles festival, France.
- 2013 :
- Au musée Niépce à Chalon sur Saône, son exposition rétrospective « Après l’obscurité », Klavdij Sluban se propose de mettre en perspective son œuvre réalisée entre 1992 et 2012. Aux quatre coins du monde, cet artiste photographie l’atmosphère d’une ville, la noirceur d’une geôle, la solitude d’une île. Un monde souvent chaotique où l’homme n’est jamais loin. Ces images sont hors du temps. L’usage unique du noir et blanc, l’aspect charbonneux et le grain marqué des tirages argentiques en ont toute la beauté.
- Invité par l'association Destin Sensible, à l'Université d'Artois, Klavdij Sluban expose "adolescents entre parenthèses" et anime un workshop photo avec les étudiants de l'Université d'Arras pendant une semaine  (un catalogue d'exposition "sur la ligne" Edition destin sensible- mobilabo.com, restitue ce travail http://issuu.com/destin-sensible/docs/surlaligne_artois2013_v4)
- 2015 :
- Autour de la mer Noire – Voyages d’hiver, Galerie Focale, Nyon, Suisse.

## Publications
- Rencontres-Portraits de poètes slovènes, Centre Culturel Français, 1992
- Balkans-Transit, texte de François Maspero, Seuil coll. Fiction & Cie, 1997, Prix RFI-Témoins du monde
- Tokyo Today, Idéodis, 1997
- La Confusion des genres en photographie, ouvrage collectif, éditions de la Bibliothèque nationale de France, 2001
- Transverses, parcours sur dix années de photographie (1992-2002), Maison européenne de la photographie, 2002
- Entre parenthèses, regard sur l'univers carcéral, Actes Sud, Photo Poche coll. Société, 2005
- 10 ans de photographie en prison, livre + dvd, L'œil électrique éditions, 2005
- East to East, Musée des Beaux-Arts de Canton, Chine, 2006
- European Publishers' Award for Photography: Transsibériades / East to East : Actes Sud,  Dewi Lewis Publishing, Edizioni Peliti, Braus Verlag, Lunwerg Editores, Apeiron editions, 150 pages, préface d'Erri de Luca.

## Documentaires
- Métropolis, Arte, 1997
- La photo c'est de la bombe, une expérience photographique au CJD de Fleury-Mérogis, émission radiophonique, Nuits Magnétiques, France-Culture, 28/11/1998
- In L'Amour tout court, Henri Cartier-Bresson, Les Films à Lou, Arte, 2001
- Photo-Photographe, CNDP/La 5e, 2001
- Derrière la page, Coup d'œil/Arte, Metropolis, 2002

## Prix et bourses
- 1996 : Bourse d'aide à la création, DRAC, Île-de-France, pour le projet sur les prisons
- 1998 : Lauréat de la Villa Médicis hors les murs, pour le projet sur la mer Noire
- 2000 : Prix Niépce
- 2001 : Bourse du Fiacre, ministère de la culture
- 2004 : Prix Leica, médaille d'excellence
- 2006 : The Art Council of Ireland, bourse et résidence Saint-Patrick Institution
- 2008 : Centre National des Arts Plastiques/Ministère de la Culture, bourse pour le projet Amerika, etc.
- 2009 : European Publishers Award for Photography (EPAP)

## Collections
- Fonds National d'Art Contemporain de la Bibliothèque Nationale de France
- Maison Européenne de la Photographie, Paris, France
- Centre d'Art et de Culture Georges Pompidou, Paris, France
- Galeries Photo-Fnac, France
- Galerie du Château d'Eau, Toulouse, France
- NSM Vie / ABN AMRO, Paris, France
- Musée Réatu, Arles, France
- Metropolitan Museum of Photography, Tokyo, Chine
- Musée de la Photographie, Braga, Portugal
- Musée d'Art Moderne, Ljubljana, Slovénie
- Musée Pouchkine, Odessa, Ukraine
- Musée National d'Estonie
- Musée de la Photographie, Finlande
- Musée des Beaux-Arts de Canton, Chine
- Musée des Beaux-Arts de Shangai, Chine
- Harvard University, Edwin C.Cohen collection, États-Unis

## Divers
- Le livre Balkans-Transit a été adapté et mis-en-scène au théâtre par Anne Dimitriadis en 2003 sous le titre "De ceux qui sont restés, de ceux qui sont partis, Balkans-Transit".
- Une langue en guise de pays , article écrit par Klavdij Sluban pour Le Monde diplomatique, avril 1997
- À l'est de l'Est, texte et photos de Klavdij Sluban pour Le Monde diplomatique, septembre 2010
- Klavdij Sluban, « Jours heureux aux îles de la Désolation », Libération, no 9565,‎ 11 février 2012, p. XIII (ISSN 0335-1793, lire en ligne)
- Jours heureux sur l'île de la Désolation, texte et photos de Klavdij Sluban pour Le Monde diplomatique, no 708, mars 2013